# Verwaltungsgemeinschaft Möckern
In der Verwaltungsgemeinschaft Möckern waren die Gemeinden Hohenziatz, Lübars, Tryppehna, Wallwitz und Zeddenick sowie die Stadt Möckern im sachsen-anhaltischen Landkreis Jerichower Land zusammengeschlossen. Verwaltungssitz war die Stadt Möckern. Am 1. Januar 2005 wurde die Verwaltungsgemeinschaft mit der ebenfalls aufgelösten Verwaltungsgemeinschaft Fläming-Fiener (ohne die Gemeinden Gladau, Paplitz und Tucheim) zur neuen Verwaltungsgemeinschaft Möckern-Fläming zusammengelegt.

## Politik

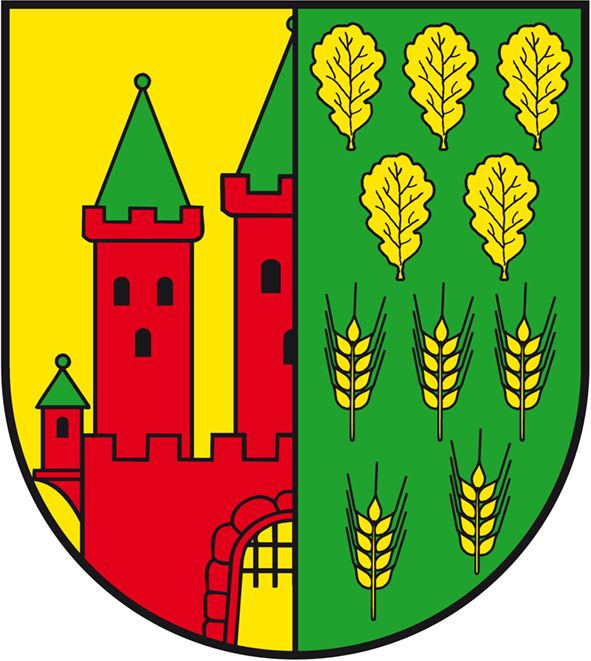
Wappen der Verwaltungsgemeinschaft

### Wappen
Das Wappen wurde am 24. Januar 1996 durch das Regierungspräsidium Magdeburg genehmigt und im Landeshauptarchiv Magdeburg unter der Wappenrollennummer 8/1996 registriert.
Blasonierung: „Gespalten von Gold und Grün; rechts am Spalt eine rote Burg mit drei Zinnentürmen, grünen beknauften Spitzdächern und offenem Tore, darin ein gezogenes Fallgitter, seitlich ein Erker mit grünem beknauften Spitzdach, links pfahlweise gestellt fünf goldene Eichenblätter (3:2) und fünf goldene Ähren (3:2).“
Die halbe Burg spielt auf die namengebende Stadt und dessen Wappen an. Die Eichenblätter symbolisieren jene fünf Gemeinden, die vorwiegend im und am Wald liegen; die fünf Ähren nehmen Bezug auf jene fünf Gemeinden, die von weiten landwirtschaftlichen Nutzflächen umgeben sind.
Das Wappen wurde vom Magdeburger Heraldiker Jörg Mantzsch gestaltet.

### Flagge
Die Flagge ist grün - gelb gestreift und mittig mit dem Wappen der Verwaltungsgemeinschaft belegt.